# Sporten i dag
Sporten i dag var en serie facklitterära sportböcker som utgavs årligen mellan 1955 och 2015. Från början gavs böckerna ut på Åhlén & Åkerlunds förlag och sedan 1972 på Semic. Från 2008 hette de bara "Sporten i dag" + efter året de kom ut. I böckerna skildras det gångna sportåret med blandade reportage, tillbakablickar från gångna tider och ibland även blickar mot framtidens sport.
Summeringar på de första sidorna börjar ofta Sporten i dag är..., Sporten i går var....

### Fotnoter
1. ↑  ”Sporten i dag 2008” (på engelska). Worldcat. 10 mars 2008. https://www.worldcat.org/title/sporten-i-dag-2008/oclc/940556659&referer=brief_results. Läst 22 oktober 2017.